# Molpadia gephyra
Molpadia gephyra is een zeekomkommer uit de familie Molpadiidae.
De wetenschappelijke naam van de soort werd in 1914 gepubliceerd door Carel Philip Sluiter.